# Marian Wysocki (kulturysta)
Marian Wysocki (ur. 1 kwietnia 1954) – polski kulturysta, medalista mistrzostw Europy.

## Życiorys
Pierwsze treningi rozpoczął w 1973. W latach 70. XX wieku zaczął trenować w TKKF Wypoczynek Świętochłowice. W 1976 został mistrzem okręgu katowickiego, w 1978 pierwszy raz stanął na podium imprezy zagranicznej (w Czechosłowacji). W 1979 i 1980 zdobył tytuł wicemistrza Polski, w 1981, 1982, 1983, 1985, 1987 i 1988  zdobył tytuł mistrza Polski. W 1982, 1984 i 1986 startował na mistrzostwach świata amatorów. Na mistrzostwach Europy amatorów debiutował w 1983, w 1984 zajął 5. miejsce, w 1985 – 4. miejsce. W 1986 wywalczył brązowy, w 1987 srebrny medal mistrzostw Europy. Podczas mistrzostw świata w 1991 zajął 5. miejsce.